# Sebastian Brendel
Sebastian Brendel (ur. 12 marca 1988 r. w Schwedt/Oder) – niemiecki kajakarz, kanadyjkarz, złoty medalista olimpijski z Londynu i Rio de Janeiro, dwunastokrotny mistrz świata i trzynastokrotny Europy, złoty i brązowy medalista igrzysk europejskich.

## Igrzyska olimpijskie
Na igrzyskach zadebiutował w 2012 roku podczas igrzysk olimpijskich w Londynie. Zdobył tam złoty swój pierwszy medal w jedynce na 1000 metrów. Na mecie okazał się szybszy od Hiszpana Davida Cala o 0,877 sekundy i Kanadyjczyka Marka Oldershawa o 1,326 sekundy. Wziął również udział na dystansie 200 metrów. W półfinale uzyskał czwarty czas, co pozwoliło jemu popłynąć w finale B. W tym wyścigu zajął ostatnie ósme miejsce i został ostatecznie sklasyfikowany na szesnastej pozycji.
Cztery lata później w Rio de Janeiro ponownie okazał się najlepszy w jedynce na 1000 metrów. Tym razem wyprzedził drugiego Brazylijczyka Isaquiasa Queiroza o 1,603 sekundy. Trzeci dopłynął Mołdawianin Serghei Tarnovschi, lecz później został zdyskwalifikowany. Złoto wywalczył też w dwójce na tej samej długości. W parze z Janem Vandreyem okazał się lepszy od Brazylijczyków i Ukraińców.